# Lajeado (kommun i Brasilien, Rio Grande do Sul, lat -29,43, long -52,04)
Lajeado är en kommun i Brasilien.   Den ligger i delstaten Rio Grande do Sul, i den södra delen av landet, 1 600 km söder om huvudstaden Brasília. Antalet invånare är 71 481.
Följande samhällen finns i Lajeado:
- Lajeado

Runt Lajeado är det i huvudsak tätbebyggt. Runt Lajeado är det tätbefolkat, med 397 invånare per kvadratkilometer.